# Campeonato Mundial de Esqui Estilo Livre de 2017 - Aerials feminino
A prova do aerials feminino do Campeonato Mundial de Esqui Estilo Livre de 2017 foi disputada entre os dias 9 e 10 de março em Serra Nevada,na Espanha.  Participaram 22 esquiadoras de 9 nacionalidades.

## Medalhistas
| Ouro                  | Prata                | Bronze           |
| Ashley Caldwell (USA) | Danielle Scott (AUS) | Xu Mengtao (CHN) |

## Resultados

### Qualificação
22 esquiadoras participaram do processo qualificatório. As 12 melhores avançaram para a final.
| Pos. | Bib | Esquiadora               | Nacionalidade  | Salto 1 | Salto 2 | Notas |
| ---- | --- | ------------------------ | -------------- | ------- | ------- | ----- |
| 1    | 10  | Ashley Caldwell          | Estados Unidos | 103.68  |         | Q     |
| 2    | 6   | Laura Peel               | Austrália      | 91.65   |         | Q     |
| 3    | 1   | Xu Mengtao               | China          | 89.77   |         | Q     |
| 4    | 12  | Samantha Wells           | Austrália      | 88.83   |         | Q     |
| 5    | 2   | Danielle Scott           | Austrália      | 87.06   |         | Q     |
| 6    | 3   | Lydia Lassila            | Austrália      | 85.65   |         | Q     |
| 7    | 5   | Liubov Nikitina          | Rússia         | 83.89   | 95.52   | Q     |
| 8    | 7   | Kristina Spiridonova     | Rússia         | 84.42   | 91.65   | Q     |
| 9    | 17  | Zhang Xin                | China          | 82.53   | 90.24   | Q     |
| 10   | 21  | Madison Olsen            | Estados Unidos | 76.85   | 83.16   | Q     |
| 11   | 13  | Catrine Lavallee         | Canadá         | 82.84   | 79.75   | Q     |
| 12   | 9   | Kiley McKinnon           | Estados Unidos | 65.91   | 81.90   | Q     |
| 13   | 24  | Anastasiya Novosad       | Ucrânia        | 80.32   | 71.34   |       |
| 14   | 20  | Elle Gaudette            | Estados Unidos | 25.23   | 80.32   |       |
| 15   | 15  | Olga Polyuk              | Ucrânia        | 79.06   | 52.20   |       |
| 16   | 8   | Alexandra Orlova         | Rússia         | 76.23   | 62.64   |       |
| 17   | 30  | Zhanbota Aldabergenova   | Cazaquistão    | 52.85   | 63.04   |       |
| 18   | 23  | Marzhan Akzhigit         | Cazaquistão    | 38.19   | 64.48   |       |
| 19   | 11  | Aliaksandra Ramanouskaya | Bielorrússia   | 52.85   | 63.04   |       |
| 20   | 14  | Yu Yang                  | China          | 57.64   | 59.92   |       |
| 21   | 29  | Akmarzhan Kalmurzayeva   | Cazaquistão    | 46.11   | 57.98   |       |
| 22   | 26  | Kim Kyoungeun            | Coreia do Sul  | 47.15   | 48.00   |       |

### Final
As 12 esquiadoras disputaram no dia 10 de março a final da prova.
| Pos.              | Bib | Esquiador            | Nacionalidade  | Salto 1 | Salto 2 | Salto 3 |
| ----------------- | --- | -------------------- | -------------- | ------- | ------- | ------- |
| Medalha de ouro   | 11  | Ashley Caldwell      | Estados Unidos | 73.34   | 103.27  | 109.29  |
| Medalha de prata  | 2   | Danielle Scott       | Austrália      | 81.27   | 84.95   | 94.47   |
| Medalha de bronze | 1   | Xu Mengtao           | China          | 83.79   | 80.01   | 91.65   |
| 4                 | 9   | Kiley McKinnon       | Estados Unidos | 83.16   | 74.24   | 90.94   |
| 5                 | 21  | Madison Olsen        | Estados Unidos | 73.95   | 75.60   | 70.98   |
| 6                 | 17  | Zhang Xin            | China          | 82.53   | 74.62   | 62.39   |
| 7                 | 13  | Catrine Lavallee     | Canadá         | 85.05   | 71.34   |         |
| 8                 | 6   | Laura Peel           | Austrália      | 80.32   | 62.39   |         |
| 9                 | 7   | Kristina Spiridonova | Rússia         | 81.58   | 55.34   |         |
| 10                | 12  | Samantha Wells       | Austrália      | 69.30   |         |         |
| 11                | 3   | Lydia Lassila        | Austrália      | 62.37   |         |         |
| 12                | 5   | Liubov Nikitina      | Rússia         | 60.76   |         |         |

Legenda
| Recorde mundial       | Recorde mundial (World record)               |                       | Recorde africano                      | Recorde africano (African) |                                           | Q | Classificado por posição (Qualified) |
| Recorde do campeonato | Recorde do campeonato (Championship record)  | Recorde da América    | Recorde da América (Americas)         | q                          | Classificado por melhor tempo (Qualified) |   |                                      |
| Melhor marca do ano   | Melhor marca do ano (World leading)          | Recorde asiático      | Recorde asiático (Asian)              | DNS                        | Não largou (Did not start)                |   |                                      |
| Recorde nacional      | Recorde nacional (National record)           | Recorde europeu       | Recorde europeu (European)            | DNF                        | Não terminou (Did not finish)             |   |                                      |
| Recorde pessoal       | Recorde pessoal do atleta (Personal best)    | Recorde da Oceania    | Recorde da Oceania (Oceania)          | DSQ / DQ                   | Desclassificado (Disqualified)            |   |                                      |
| Recorde da temporada  | Recorde da temporada do atleta (Season best) | Recorde sul-americano | Recorde sul-americano (South America) | NM                         | Sem marca (No mark)                       |   |                                      |